# قلعة حاج جهانقلي
قلعة حاج جهانقلي (بالفارسية: قلعه حاج جهانقلی) هي قرية تقع في قسم ميزدج عليا الريفي في إيران. حسب إحصاء سكان لعام 2006 قدر عدد سكانها بـ 68 نسمة في 11 أسرة.